# ジョージ・プレボスト

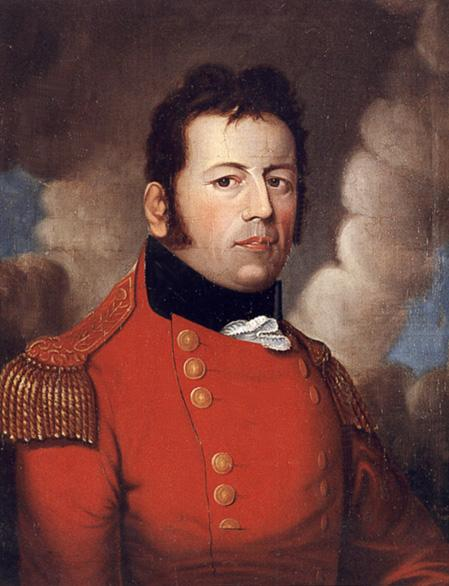
ジョージ・プレボスト

初代準男爵サー・ジョージ・プレボスト（英：Sir George Prevost, 1st Baronet、1767年5月19日 - 1816年1月5日）は、イギリスの軍人であり、米英戦争の時のカナダ植民地の統括者である。

## 生い立ちと初期の経歴
プレボストは、当時はイギリスの植民地であった現在のアメリカ合衆国ニュージャージー州ハッケンサックで、スイス系フランス人でアメリカ独立戦争の時のイギリス軍将軍であったオーギュスタン・プレボストの長男として生まれた。若くしてイギリス軍に入り、1784年には大尉となった。フランス革命戦争とナポレオン戦争の間は西インド諸島で従軍し、セントビンセント島の指揮官を1794年から1796年まで務めた。1798年から1802年まではセントルシア島の副知事となり、その後1805年までドミニカ島の知事を務めた。
プレボストのドミニカ在任中に、ピエール＝シャルル・ヴィルヌーヴ提督指揮の艦隊で派遣されてきたラグランジェ将軍のフランス軍に突如襲われることがあった。この襲撃はトラファルガーの海戦（1805年）の前哨戦となる出来事であった。数的に劣勢であったプレボストの部隊は主要な町であるロゾーを明け渡して撤退したが、フランス軍は3日後に島を去った。

## 米英戦争
1808年、プレボストはノバスコシアの知事になった。1811年5月、プレボストは助言を受けて、ローワー・カナダの知事ジェイムズ・クレイグの後任を務めることになり、ケベックに移動した。7月4日、プレボストは正式に中将に昇進し、10月21日、イギリス領北アメリカの総督と駐カナダ軍の総司令官となった。隣国のアメリカ合衆国との戦争が現実味を帯びてきた時であった。長い前線を少ない兵力で守る必要に迫られたプレボストは、幾つかの正規兵とカナダ人民兵の連隊を組織した。翌1812年6月、米英戦争が勃発しこのカナダ人部隊がイギリス軍にとって価値ある補助部隊であることが証明された。
米英戦争の大半の期間、プレボストの戦略は防衛と警戒であった。アメリカが戦争の原因と見なしていた枢密院令の幾つかを、1812年8月にイギリス政府が撤廃したと知ったプレボストは、休戦の交渉を始めたが平和はならず戦争が再開された。1813年の最初の数ヶ月、プレボストはアッパー・カナダを訪れて、そこの知事で指揮官でもあったアイザック・ブロックが戦死した後は、軍事面も政治面も満足のゆく状態ではないことを理解した。そこで5月にはキングストンに行き、オンタリオ湖のアメリカ海軍の主要な基地に攻撃を掛けた。ここでの勝利は決定的なものになるはずであったが、サケット港の戦いでの攻撃は作戦が性急に組まれすぎていた。プレボストも海軍の指揮官ジェイムズ・ルーカス・ヨーも攻撃を躊躇し、アメリカ軍の強固な反撃に逢って撤退することになった。
1814年、ナポレオン・ボナパルトの敗北後は大きな援軍が可能となった。プレボストはシャンプレーン湖からハドソン川に沿った侵攻の作戦を立て、自ら兵を率いたが、イギリスの水戦隊がシャンプレーン湖で敗退し、プラッツバーグの戦いで撤退することになった。ヨー海軍准将は、プレボストがジョージ・ドーニー船長の率いる船隊に時期尚早の攻撃を強い、予定された陸軍の援護を得られなかったための敗北と考え、プレボストを厳しく批判した。プレボストは、その警戒心の強さ、服装や制服の細かいことにこだわるところ、さらに功績のあった士官を正当に評価できなかったことなどがあり、部下の士官の間で不人気になっていた。プレボストは、戦争が終わったことを知ったその1日かそこら後に解任され一時的ではあるがジョージ・マーレイ中将が後任となった。プレボストがイギリスに戻る時、ケベック議会はプレボストに対する慌しい感謝決議を行った。
イギリスに戻ると、議会と軍当局は初め、プラッツバーグと戦争全般に関するプレボストの説明を受け入れた。その直ぐ後で、プラッツバーグの戦いに関する海軍の公式報告書がヨーの申し立てと共に発行された。このどちらもプレボストを非難していた。プレボストは名誉にかけて軍法会議を要求した。証人をカナダから呼び寄せるための時間も必要であり、審判は1816年1月に予定されたが、プレボストは健康を害し、審判が開かれる1週間前に死去した。
後の歴史家は、限られた資源でカナダを防衛するために採ったプレボストの準備は、活力的であり、着想が良くまた総括的であり、勝ち目の少ない中で、アメリカの侵略を妨げるという重要な目標を成し遂げたとした。
プレボストはロンドンの近くイースト・バーネットに埋葬された。